# Янчур (река)
Янчур (Янчул) — река на Украине, в пределах Пологовского района Запорожской области и Синельниковского района Днепропетровской области. Правый приток Гайчура (бассейн Днепра). Название реки происходит от имени крымского хана Янчула.

## Описание
Длина 72 км, площадь водосборного бассейна 951 км². Уклон реки 1,3 м/км. Долина трапециевидная, шириной 2-3 км. Русло умеренно извилистое, ширина в некоторых местах до 90 м. В прошлом русло было местами расчищено. Летом в некоторых местах пересыхает и зарастает камышом, на значительной протяженности дно илистое. Многочисленны пруды. Используется для сельскохозяйственных нужд.

## Расположение
Янчур берёт начало на Приазовской возвышенности, к востоку от села Смелое. Течёт преимущественно на северо-запад, в приустьевой часть — на запад. На северо-западе от села Охотничого река принимает приток Солёная. Янчур впадает в Гайчур у юго-западной окраины села Остаповское.
Основной приток: Солёная (правый).
- У Янчура, в балке Скотоватая, возле села Новогригорьевка, обнаружено поселение бронзового века.